# Georg Lumbye
Georg August Lumbye (26. august 1843 i København – 29. oktober 1922 på Oringe ved Vordingborg) var en dansk komponist og orkesterleder. Han var søn af H.C. Lumbye og bror til Carl Christian Lumbye. Også hans søn Theodor (Tippe) Lumbye, var musiker og komponist.
Georg Lumbye blev oplært som violinist og citarspiller, og fra 1863 var han medlem af faderens orkester i Tivoli. I 1867-1869 videreuddannede han sig i Paris med komponisten Francois Bazin som lærer i musikteori. Blandt medstudenterne var komponisten og kapelmesteren Johan Svendsen. Fra 1870-1880 var han om vinteren orkesterleder i Blanchs Kafé i Stockholm og havde ind imellem sit eget orkester, der turnerede i Danmark. I 1880'erne spillede han forskellige steder i København. Fra 1891-1897 var han dirigent for Tivolis Koncertsals orkester medens broren Carl Lumbye var dirigent for Tivolis harmoniorkester. Derefter ledede han orkesteret på restaurant Wivel til 1908, hvor han trak sig tilbage fra musiklivet på grund af tiltagende problemer knyttet til en maniodepressiv psykose. Ved sin død opholdt han sig på det psykiatriske hospital Oringe ved Vordingborg.
Hans musik ligger i forlængelse af faderens og omfatter en del dansemusik, teatermusik, enkelte sange samt diverse lejlighedsmusik.

## Værkliste (ikke komplet)
- 2 strygekvartetter
- Kroningsmarch til kejserinden og kejseren af Rusland
- Hexefløjten (operette)
- Lam og Løvinde (vaudeville)
- Millioner på Kvisten (vaudeville)
- Københavenerpotpourri (1888)
- Bøn (tekst: Chr. K. G. Molbech – 1914)
- Kätchen – tyrolermazurka (klaver eller orkester – 1915)
- Johanne Valtz
- Emmy Valtz
- Frederikke Polka
- Hastrubal Marsch
- Hansine Polkamazurka
- Julie Galop
- Margrete Valz
- Eine kleine Sonate
- Ved H. C. Lumbyes Buste (orkester – 1874)